# Progress D-27
O Progress D-27 é um motor propfan de três eixos desenvolvido pela Ivchenko-Progress. O motor D-27 foi desenvolvido especificamente para propulsar aviões de passageiros mais eficientes, como o atualmente abandonado Yak-46 e, além disso, foi escolhido para equipar a aeronave de transporte militar An-70. Espera-se que o D-27 seja uma plataforma de base para futuros derivados do motor. Atualmente, o D-27 não é equipamento padrão em nenhuma aeronave produzida em massa.